# Darband Kūh
Darband Kūh (persiska: دربند کوه) är ett berg i Iran.   Det ligger i provinsen Alborz, i den norra delen av landet, 40 km norr om huvudstaden Teheran. Toppen på Darband Kūh är 2 865 meter över havet.
Terrängen runt Darband Kūh är bergig österut, men västerut är den kuperad.Runt Darband Kūh är det ganska tätbefolkat, med 239 invånare per kvadratkilometer. Närmaste större samhälle är Fasham, 18,1 km sydost om Darband Kūh. Trakten runt Darband Kūh består i huvudsak av gräsmarker.